# Psiloniscus
Psiloniscus là một chi bọ cánh cứng trong họ 
Elateridae.
Chi này được miêu tả khoa học năm 1860 bởi Candèze.

## Các loài
Các loài trong chi này gồm:
- Psiloniscus apicalis (Chevrolat, 1835)
- Psiloniscus borborulus Candèze, 1860
- Psiloniscus brunneus Candèze, 1860
- Psiloniscus costaricensis Champion, 1895
- Psiloniscus sticticus Candèze, 1860